# Tingloy
Tingloy (Bayan ng Tingloy) är en kommun i Filippinerna. Kommunen ligger på ön Luzon, och tillhör provinsen Batangas. Folkmängden uppgår till 16 870 invånare.
Tingloy är indelat i 15 barangayer.

## Bildgalleri

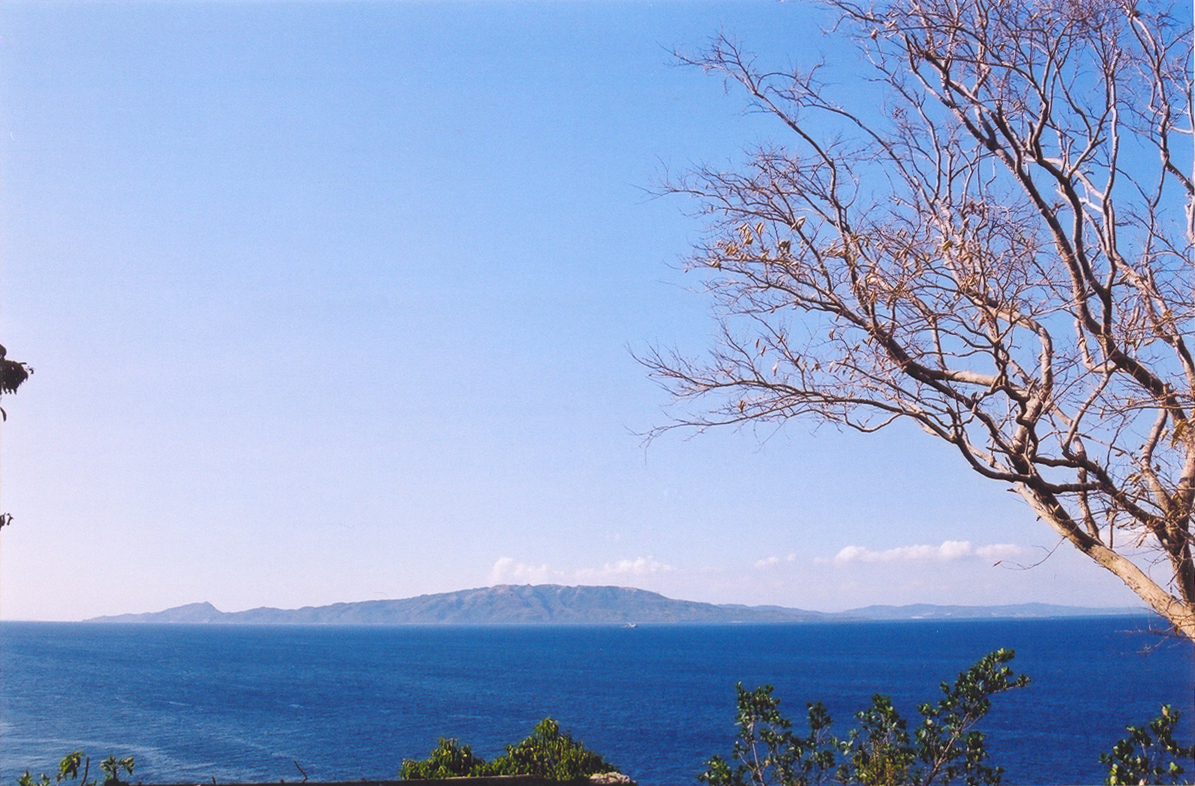